# Dragmarpo Ri
Der Dragmarpo Ri befindet sich im Langtang Himal, einem Gebirgsmassiv im Zentral-Himalaya nördlich des Flusstals des Langtang Khola in der nepalesischen Verwaltungszone Bagmati.
Der 6578 m hohe Berg liegt im nördlichen Teil des Langtang-Nationalparks, etwa einen Kilometer von der chinesischen Grenze entfernt. Der Achttausender Shishapangma liegt 12,5 km nordöstlich des Dragmarpo Ri. An der Westflanke strömt der Shalbachumgletscher in südlicher Richtung. An der Ostflanke verläuft der Kyungkagletscher in östlicher Richtung.